# Тиглиновая кислота
Тиглиновая кислота — одноосновная непредельная карбоновая кислота с двойной связью между вторым и третьим атомом углерода. Содержится в кротоновом и ряде других эфирных маслах. Тиглиновая и ангеликовая кислоты образует пару цис-транс-изомеров.
Тиглиновая кислота представляет собой твёрдое вещество, образующее кристаллы в виде столбиков или табличек. Плохо растворима в холодной воде, хорошо растворима в горячей. Имеет пряный сладкий, тёплый запах, напоминающий запах бензойной кислоты.
В природе встречается в эфирном масле римской ромашки, кротоновом масле. Может быть синтезирована путём нагревания водного раствора ангеликовой кислоты в присутствии гидроксида натрия или серной кислоты, при нагревании α-этилакриловой кислоты в присутствии серной кислоты.
Применяется при создании парфюмерных композиций.